# Mallu Magalhães
Maria Luiza de Arruda Botelho Pereira de Magalhães (São Paulo, 29 de agosto de 1992), mais conhecida pelo seu nome artístico Mallu Magalhães, é uma cantora, compositora e musicista brasileira. Com cinco álbuns e um DVD lançados, alguns de seus maiores sucessos são "Velha e Louca", "Você Não Presta", "Tchubaruba" e "Sambinha Bom", além de "Mais Ninguém", com a Banda do Mar.

## Biografia
Mallu é filha da paisagista Gigi Arruda Botelho e do engenheiro e músico amador apaixonado por rock clássico, Eduardo Pereira, que a influenciou em seus gostos musicais. Autodidata, aprendeu a tocar violão sozinha aos nove anos de idade. Assim como o banjo, a gaita, a escaleta, o piano, e o ukulele.
Durante sua infância, ouvia atentamente os CDs e LPs de seus pais e de seus avós, prestando atenção à música e aos encartes dos discos e, através deles, foi buscando outros artistas. Aos doze anos, começou a compor músicas, grande parte delas escritas em inglês.

## Carreira

### 2007—2009: Início, primeiro álbum

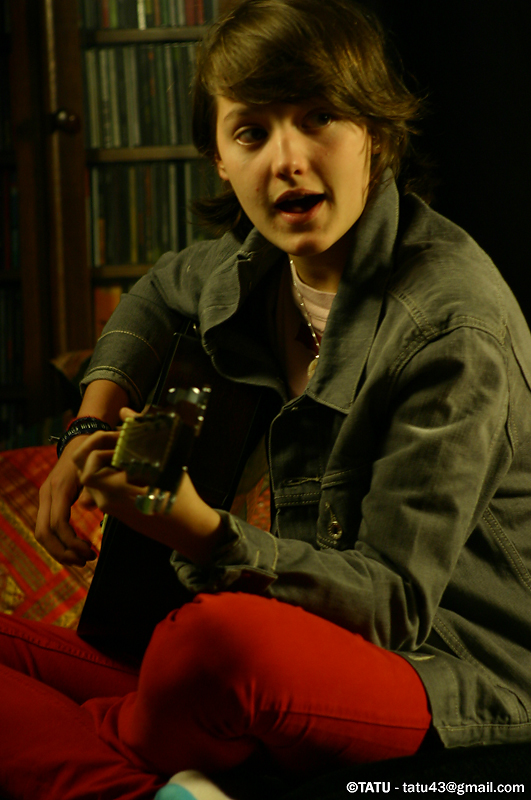
Mallu em 2008, durante as gravações do clipe de "J1"

Em 2007, já aos quinze, Mallu conseguiu juntar um dinheiro e gravou quatro de suas músicas, disponibilizando-as na internet por meio do site MySpace. Dentre elas destacaram-se "Tchubaruba", "J1" e "Get To Denmark".
Em janeiro de 2008, Mallu fez sua primeira apresentação acompanhada por músicos profissionais. Foi convidada a abrir o show da banda Vanguart no Clash Club, reduto alternativo paulistano, onde estavam presentes alguns jornalistas.
Além de suas composições, Mallu despertou a atenção de jornalistas e críticos musicais por suas interpretações das músicas "Folsom Prison Blues" de Johnny Cash e "It Ain´t Me" de Bob Dylan, ambas registradas no programa Popload de Lucio Ribeiro. O programa registrou também muitas de suas composições ainda em fase germinal, que, somadas às suas ainda poucas apresentações ao vivo e ao seu MySpace lhe deram espaço em jornais, revistas impressas e eletrônicas como fenômeno da internet.
Partindo de seu show no Clash Club, Mallu percorreu com sua banda (Kadu Abecassis na guitarra, Thiago Consorti no contrabaixo, Jorge Moreira na bateria e Rodrigo Alencar no piano) todo o circuito de festivais brasileiros de música independente (Jambolada, Eletronika, MADA, Coquetel Molotov, Gig Rock e muitos outros), além do Festival Planeta Terra. Sua música "J1" foi usada por uma grande companhia de telefonia celular em comercial veiculado em rede nacional.[carece de fontes?] Mallu também foi convidada a participar do primeiro disco solo do cantor e compositor Marcelo Camelo (Los Hermanos), Sou, fazendo dueto na música "Janta".

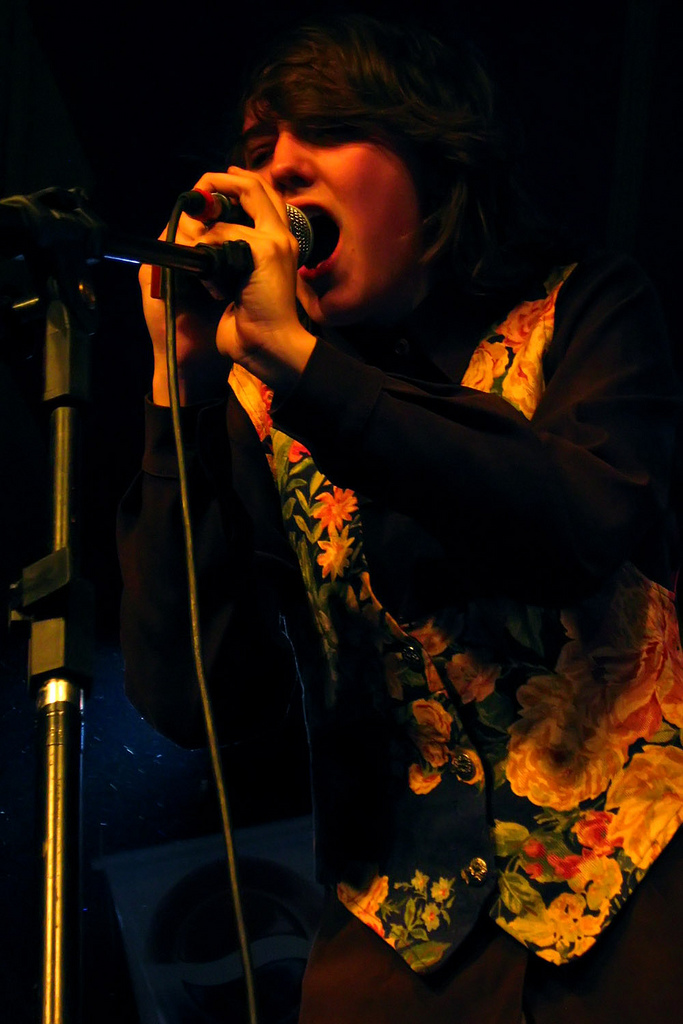
Mallu no Gig Rock, em Porto Alegre, 2008

Gravou seu primeiro álbum num grande estúdio no Rio de Janeiro usando com exclusividade equipamentos vintage, como uma mesa de gravação do mesmo modelo da utilizada pelos Beatles no Estúdio Abbey Road. Acompanhada por sua banda e com a produção do álbum assinada pelo produtor Mário Caldato (Beastie Boys, Beck, Bjork, etc), seu álbum de estreia confirmou seu estilo folk e pop rock com belas melodias sobre arranjos bem feitos e foi bem recebido pelo público e pela crítica especializada, alcançado o grande número de 20 mil cópias vendidas numa época onde a cultura do baixar músicas na rede se estabelecia cada vez mais.
Em outubro gravou seu primeiro DVD ao vivo que reuniu algumas de suas apresentações no Rio de Janeiro e em São Paulo. Em novembro do mesmo ano lançou seu álbum independente pela Agência de Música, num show realizado no Morro da Urca, Rio de Janeiro.
Ainda em 2008 foi indicada no MTV Video Music Brasil 2008 às categorias Artista do Ano, Banda/Artista Revelação e Show do Ano. Também participou de diversos programas de TV. E novamente uma de suas canções, agora "Tchubaruba", foi veiculada num comercial em rede nacional.[carece de fontes?]
Em janeiro de 2009 foi convidada a se apresentar na Europa onde fez shows em Portugal nas cidades de Lisboa e Porto. Voltando ao Brasil, participou dos maiores festivais nacionais como as edições do Planeta Atlântida, Festival de Inverno, João Rock e outros.
Participou do projeto Beatles´69 dirigido por Marcelo Fróes, interpretando e arranjando ao lado de sua banda (agora com André Lima no teclado) a música inédita de Paul McCartney, "How D´You Do", de 1969.

### 2009—2010: Segundo álbum e desenvolvimento pessoal
No segundo semestre de 2009, Mallu grava seu segundo álbum e conta apenas com duas faixas de promoção: "Shine Yellow" e "Nem Fé Nem Santo", ambas indicadas ao prêmio de Videoclipe do Ano das edições do MTV Video Music Brasil, respectivamente, de 2010 e 2011. Acompanhada por sua banda e com participações especiais em algumas faixas (Maurício Takara, Kassin e um naipe de músicos eruditos), agora com produção assinada pelo produtor Kassin (Vanessa da Mata, Caetano Veloso, Jorge Mautner, Los Hermanos, etc), seu segundo álbum mostra maior abertura em termos de linguagens musicais. Embora mantendo suas raízes no folk e no pop rock, Mallu agora flerta com o reggae, com o samba da tropicália e com ambientações da música sinfônica.
Dessa vez seu álbum é lançado em parceria com uma grande gravadora, a Sony Music. O álbum é recebido pelo público e pela crítica especializada, que entendem sua abertura musical como uma "evolução" ou "amadurecimento", porém terminou com o mesmo número de cópias vendidas que seu antecessor.

### 2011—2013:Pitangae ascensão internacional

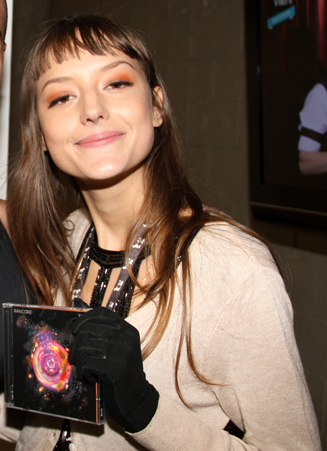
Mallu em foto de 2011, no VMB.

Em 30 de setembro de 2011, chega às lojas o terceiro álbum de estúdio de Mallu. Intitulado Pitanga, gerou os singles "Velha e Louca" e "Sambinha Bom", sendo estes dois dos maiores sucessos de toda a carreira da artista também mostrando um lado mais sensual seu, e a faixa "Highly Sensitive" acabou por ser utilizada nos comerciais do Windows 8. O disco obteve a marca de 35 mil cópias vendidas no Brasil e 16 mil cópias em Portugal.[carece de fontes?]
No ano seguinte, em 15 de novembro de 2012, ela participou do episódio 11 da primeira temporada da série "Cantoras do Brasil", em homenagem à Elizeth Cardoso cantando novas versões de “Demais” e “Manhã de Carnaval”. Mallu também participou do álbum Tropicália Lixo Lógico, de Tom Zé, nas faixas "Tropicalea Jacta Est" e "O Motobói e Maria Clara", e do álbum O Passo do Colapso, de Dado Villa-Lobos, na música "Quando a Casa Cai".
Mais à frente, em 2013, Mallu participou do projeto Mulheres de Péricles, uma homenagem ao cantor e compositor Péricles Cavalcanti feita apenas por cantoras brasileiras, interpretando a música "Elegia". Com isso, obteve o reconhecimento de Caetano Veloso, que ressaltou o grande produção da cantora na música, afirmando que Magalhães chegou longe e dirigiu-se ao extremo oposto do projeto de clareza complicada.[carece de fontes?]
Em abril do mesmo ano, Mallu escreveu a crônica "Viagem de Menina" para a edição 22 da revista bilíngue das lojas Dufry.
No final de 2013, Mallu Magalhães lança Highly Sensitive, sua primeira e única coletânea, que reúne material de seus três discos lançados anteriormente. O disco, lançado somente nos Estados Unidos, teve todo seu estoque esgotado por americanos que não sabiam que a cantora era brasileira, fazendo com que novos lotes fossem encaminhados para mais lojas, totalizando mais de 50 mil cópias vendidas somente no país. A coletânea recebeu elogios do jornal The New York Times, segundo o jornal, Mallu mostra uma "sensibilidade própria" e é "cativante". Ele também diz que ela "não se preocupa demais em encontrar o tom exato".

### 2014—2015: Banda do Mar e carreira musical consolidada
Em 6 de maio de 2014,  Mallu anuncia que estava formando a Banda do Mar com Marcelo Camelo e o português Fred Pinto Ferreira. O disco Banda do Mar foi eleito um dos melhores discos do ano pela Rolling Stone Brasil, e emplacou a primeira posição das paradas, rendendo ao trio duas indicações ao Grammy Latino, duas vitórias do Prêmio Multishow de Música Brasileira e um Troféu APCA. Entre os maiores sucessos da banda, estão os singles "Mais Ninguém", que já conta com mais de 20 milhões de visualizações no YouTube, e "Dia Clarear", entre outras faixas como "Muitos Chocolates" e "Hey Nana".[carece de fontes?]
No mesmo ano, fez sua primeira participação no cinema no filme Tim Maia interpretando "Medo de Amar" como a musa da Bossa Nova, Nara Leão, em uma única cena. Além disso, Mallu Magalhães, grávida de seu primeiro filho, lança o livro infantil "Juju Bacana", que também é ilustrado pela cantora. A ideia surgiu a partir do convite da marca de roupas infantis Green para desenvolver a obra de acordo com a coleção, utilizando de seus temas, estampas e universo como elementos para criação.
Ainda em 2015, Gal Costa grava "Quando Você Olha Pra Ela", composição de Mallu, em seu novo disco Estratosférica. A canção foi lançada como primeiro single do projeto da cantora baiana.

### 2016—2020: O retorno da carreira solo eVem

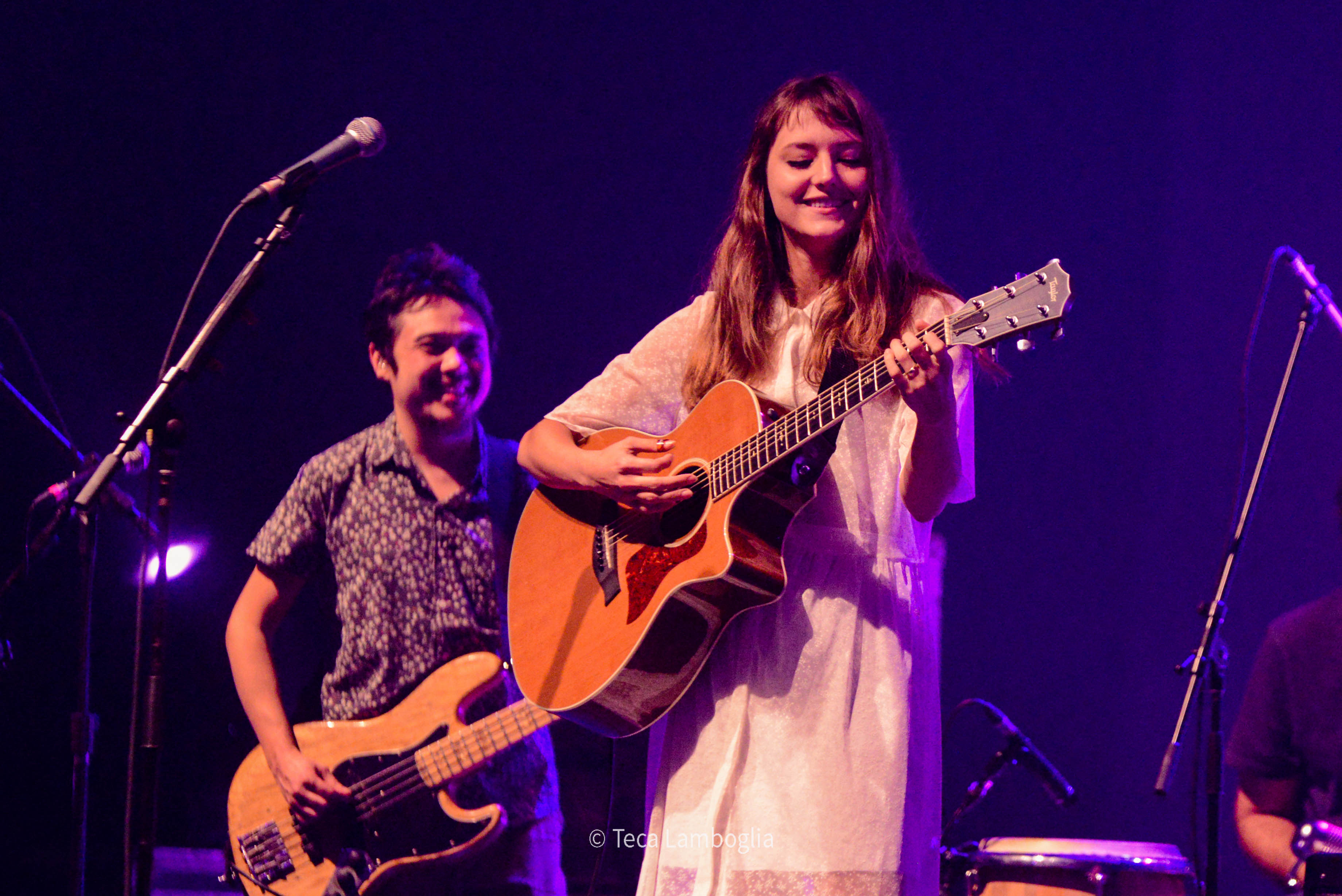
Mallu em 2018

Com o nascimento de sua primeira filha com o cantor Marcelo Camelo, no final de 2015, Mallu optou por ficar longe dos palcos para se dedicar à maternidade.
Em março de 2016, a cantora surpreende e anuncia a pequena digressão Saudade, Voz e Violão, que realizara no Brasil e em Portugal, por conta da saudade da música, do público e da família no Brasil. Em vias de iniciar a turnê, a cantora divulga, sem nenhum aviso prévio, a bossa "Casa Pronta", considerada uma das melhores músicas nacionais do ano, segundo a revista Rolling Stone Brasil.
Em 2017, após seis anos sem lançar nada, Mallu Magalhães anuncia e disponibiliza seu quinto e mais recente álbum de estúdio, Vem, considerado o seu melhor trabalho até então, tendo como canções de trabalho "Casa Pronta", "Você Não Presta" e "Vai e Vem", além dos singles promocionais "Será Que Um Dia" e "Navegador". O disco alcançou a segunda posição das paradas no Brasil e a quinta em Portugal e foi muito bem recebido pela crítica, que ressalta o amadurecimento musical e poético de Mallu.
Com o novo lançamento, a cantora e compositora entra em sua quinta turnê, acarretando o mini documentário Turnê Vem 2017/2018, com aproximadamente 20 minutos de duração, produzido pela NOIZE Record Club. Além das imagens dos bastidores da digressão pelo Brasil, o curta também contém depoimentos da cantora e os poemas inéditos "Poema de aeroporto" e "Sobre o final das coisas", escritos pela própria. A turnê foi eleita a 2ª melhor do ano pelo jornal Estadão, atrás somente de Caetano Veloso e seus respectivos filhos.
Já no segundo semestre, o cantor Paulo Miklos grava "Não Posso Mais", de autoria de Magalhães, para o álbum A Gente Mora no Agora, o seu primeiro depois da sua saída dos Titãs. Em setembro de 2017, foi anunciada como uma das compositoras convidadas para o Festival RTP da Canção 2018, que procura o representante de Portugal no Eurovision Song Contest. Para interpretar sua composição "Eu Te Amo", Mallu convidou a cantora portuguesa Beatriz Pessoa. A princípio, a canção constava entre as sete finalistas do festival, contudo, o canal emitiu um comunicado informando que houve um erro na transcrição dos votos do público, dando lugar a Jorge Palma e Rui David.
No mesmo ano, em comemoração aos 10 anos da sua carreira e do lançamento de sua primeira canção, o sucesso "Tchubaruba", Mallu divulga uma nova versão da música em suas redes socais acompanhada de um vídeo contendo imagens de programas como Altas Horas, Caldeirão do Huck e Programa do Jô, de quando realizava a divulgação de seu primeiro álbum, aos seus 15 anos.

### 2021—2024De Felicidade a Esperança
Depois de meses de gravação em 2019, a cantora tinha previsto lançar seu álbum Felicidade em março de 2020, mas a chegada da COVID-19 mudou seus planos. Finalmente, o novo álbum foi lançado em 15 de junho de 2021 com o novo nome de Esperança. 
Esperança contém doze canções, todas compostas pela cantora, onde ela volta a explorar o som de samba cheio da bossa evocativa do balanço brasileiro da década de 1960. Do álbum, destaca-se "Quero-quero", que é a faixa escolhida para promover o novo álbum com um clipe filmado sob a direção de Bruno Ilogti. "Quero-quero" seria também o nome do selo fonográfico aberto por Mallu para lançar de forma independente esse álbum.

## Vida pessoal

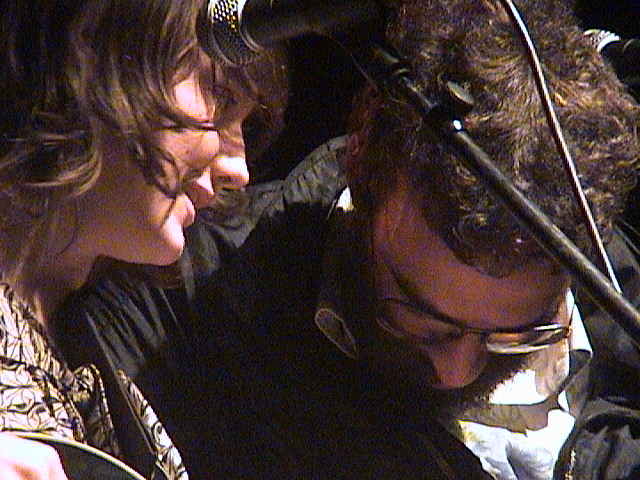
Mallu e Marcelo Camelo em 2008

Mallu Magalhães possui apenas uma irmã, Ana, responsável por encorajar a cantora a tocar música para os amigos quando tinha apenas 14 anos.

Desde 2008, Mallu mantém um relacionamento com o cantor e compositor Marcelo Camelo, com quem vive na cidade de Lisboa, em Portugal desde 2014 .
"A primeira vez que vim à Europa foi a trabalho, claro. Adorei Lisboa, pela luz, pela calma e também pelo fato de falarem português. Decidimos passar uns meses aqui e acabamos por ter bastante trabalho na Europa. Tem voos direto para o Brasil. Então, é viável trabalhar no país também. Aí, com o tempo, fui me apegando pessoalmente, fiz amigos, (conheci) lugares que gosto… Virou mesmo um pouso que gosto muito."
Em setembro de 2015, confirmou a gravidez de seu primeiro bebê com o músico. Luísa nasceu no dia 28 de dezembro de 2015.

## Crítica
Mallu Magalhães é apontada como revelação da música brasileira, sendo aclamada por publicações como Rolling Stone Brasil, Revista Trip e Bravo! pela sua precocidade, espontaneidade e talento para compor e cantar tanto em inglês como em português. Suas maiores influências são The Beatles, Belle and Sebastian, Bob Dylan, Johnny Cash, e incluem o rock clássico, o folk americano, a MPB, o samba Tropicalista entre outros estilos musicais semelhantes.

## Discografia
| Álbum           | Detalhes |
| --------------- | --- |
| Mallu Magalhães | - Lançamento: 15 de novembro de 2008 - Gravadora: Agência de Música - Formatos: CD, download digital             |
| Mallu Magalhães | - Lançamento: 8 de dezembro de 2009 - Gravadora: Agência de Música, Sony Music - Formatos: CD, download digital  |
| Pitanga         | - Lançamento: 30 de setembro de 2011 - Gravadora: Agência de Música, Sony Music - Formatos: CD, download digital |
| Vem             | - Lançamento: 9 de junho de 2017 - Gravadora: Agência de Música, Sony Music - Formatos: CD, download digital     |
| Esperança       | - Lançamento: 15 de junho de 2021 - Gravadora: Quero Quero - Formatos: download digital                          |

| Álbum            | Detalhes |
| ---------------- | --- |
| Highly Sensitive | - Lançamento: 1 de outubro de 2013 - Gravadora: Agência de Música, Sony Music - Formatos: CD, download digital |

| Álbum           | Detalhes                                                                         |
| --------------- | -------------------------------------------------------------------------------- |
| Mallu Magalhães | - Lançamento: 25 de abril de 2009 - Gravadora: Agência de Música - Formatos: DVD |

| Álbum        | Detalhes |
| ------------ | --- |
| Banda do Mar | - Lançamento: 5 de agosto de 2014 - Gravadora: Sony Music, NOIZE Record Club - Formatos: CD, LP, download digital |

| Ano  | Título                                 | Melhor posição | Álbum           |
| Ano  | Título                                 | BRA            | Álbum           |
| ---- | -------------------------------------- | -------------- | --------------- |
| 2008 | "J1"                                   | 31             | Mallu Magalhães |
| 2008 | "Tchubaruba"                           | 23             | Mallu Magalhães |
| 2009 | "O Preço da Flor"                      | 71             | Mallu Magalhães |
| 2009 | "Vanguart"                             | 93             | Mallu Magalhães |
| 2011 | "Shine Yellow"                         | 72             | Mallu Magalhães |
| 2011 | "Nem Fé Nem Santo"                     | 90             | Mallu Magalhães |
| 2012 | "Velha e Louca"                        | 14             | Pitanga         |
| 2012 | "Sambinha Bom"                         | 85             | Pitanga         |
| 2014 | "Mais Ninguém" (com Banda do Mar)      | 3              | Banda do Mar    |
| 2014 | "Hey Nana" (com Banda do Mar)          | —              | Banda do Mar    |
| 2014 | "Muitos Chocolates" (com Banda do Mar) | —              | Banda do Mar    |
| 2015 | "Dia Clarear" (com Banda do Mar)       | 12             | Banda do Mar    |
| 2016 | "Casa Pronta"                          | 54             | Vem             |
| 2017 | "Você Não Presta"                      | 15             | Vem             |
| 2017 | "Navegador"                            | 80             | Vem             |
| 2017 | "Será Que Um Dia"                      | —              | Vem             |
| 2017 | "Vai e Vem"                            | —              | Vem             |
| 2021 | "Quero Quero"                          | —              | Esperança       |
| 2021 | "América Latina"                       | —              | Esperança       |

| Ano  | Canção                            | Direção           |
| ---- | --------------------------------- | ----------------- |
| 2008 | "J1"                              | Levi’s Music      |
| 2008 | "Tchubaruba"                      | Macau Amaral      |
| 2009 | "O Preço da Flor"                 | Macau Amaral      |
| 2009 | "Vanguart"                        | Rodrigo Pesavento |
| 2010 | "Nossa Canção"                    | Guel Arraes       |
| 2010 | "Sur Mon Coeur"                   | Mallu Magalhães   |
| 2011 | "Shine Yellow"                    | Rodrigo Pesavento |
| 2011 | "Nem Fé Nem Santo"                | Fabrício Bittar   |
| 2012 | "Velha e Louca"                   | Paulo Gandra      |
| 2012 | "Sambinha Bom"                    | The Wolfpack      |
| 2014 | "Mais Ninguém" (com Banda do Mar) | Everton Oliveira  |
| 2015 | "Dia Clarear" (com Banda do Mar)  | Thiago Calviño    |
| 2016 | "Casa Pronta"                     | Marcelo Camelo    |
| 2017 | "Você Não Presta"                 | Bruno Ferreira    |
| 2017 | "Vai e Vem"                       | Rafael Rocha      |
| 2018 | "Navegador"                       | Jean Schwarz      |
| 2021 | "Só Pensando em Você" (com Zeeba) | Joana Linda       |
| 2021 | "Quero Quero"                     | Bruno Ilogti      |
| 2021 | "América Latina"                  | Bruno Ilogti      |

### Outras gravações
| Título                                       | Álbum                                                                  |
| -------------------------------------------- | ---------------------------------------------------------------------- |
| "Janta" (feat. Marcelo Camelo)               | Sou                                                                    |
| "Shine Yellow"                               | Festival International Nuits d'Afrique, 24e édition - Compilation 2010 |
| "Elegia"                                     | Mulheres de Péricles                                                   |
| "Nossa Canção"                               | O Bem-Amado - Trilha Sonora                                            |
| "It Ain't Me Babe"                           | Letra & Música: Bob Dylan                                              |
| "The Last Time I Saw You"                    | Multishow Registro: Vanguart                                           |
| "Velha e Louca"                              | Mulheres do Brasil                                                     |
| "Sambinha Bom"                               | Mulheres do Brasil                                                     |
| "Quando a Casa Cai" (feat. Dado Villa-Lobos) | O Passo do Colapso                                                     |
| "Manhã de Carnaval"                          | Cantoras do Brasil (Deluxe Version)                                    |
| "Demais"                                     | Cantoras do Brasil (Deluxe Version)                                    |
| "Something In The Way" (feat. Tricky)        | Não inclusas em nenhum álbum                                           |
| "Tudo Outra Vez" (feat. Macau)               | Não inclusas em nenhum álbum                                           |
| "Sambolento" (feat. Bruno Capinan)           | Tudo Está Dito                                                         |
| "Tropicalea Jacta Est" (feat. Tom Zé)        | Tropicália Lixo Lógico                                                 |
| "Atraente" (feat. Luis Otávio & Ana Camelo)  | Acalanto                                                               |
| "Sempre" (feat. Branko)                      | Nosso                                                                  |
| "Planetário" (feat. Capicua)                 | Madrepérola                                                            |
| "Só Pensando em Você" (feat. Zeeba)          | Não inclusa em nenhum álbum                                            |

## Turnês
| Turnê                             | Ano       | Lançamentos                      |
| --------------------------------- | --------- | -------------------------------- |
| Turnê Mallu Magalhães             | 2008–2010 | DVD Mallu Magalhães              |
| Turnê Pitanga                     | 2012–2014 | —                                |
| Turnê Banda do Mar                | 2014–2015 | —                                |
| Saudade, Voz e Violão Tour        | 2016      | —                                |
| Vem Tour                          | 2017–2018 | Documentário Turnê Vem 2017/2018 |
| Turnê Estrela Polar, Voz e Violão | 2018      | —                                |

 A Turnê Banda do Mar foi realizada com a banda luso-brasileira Banda do Mar, da qual Mallu faz parte.

## Filmografia
| Ano  | Título              | Personagem | Nota           |
| ---- | ------------------- | ---------- | -------------- |
| 2014 | Tim Maia            | Nara Leão  | Longa-metragem |
| 2017 | Turnê Vem 2017/2018 | Ela mesma  | Documentário   |

## Literatura
| Ano  | Título      | Editora                   | Páginas |
| ---- | ----------- | ------------------------- | ------- |
| 2015 | Juju Bacana | Editora Jaboticaba/Matrix | 36      |

## Prêmios e Indicações
Grammy Latino
| Ano  | Categoria                                     | Resultado |
| ---- | --------------------------------------------- | --------- |
| 2015 | Melhor Álbum Rock Brasileiro - "Banda do Mar" | Indicado  |
| 2015 | Melhor Canção Brasileira - "Mais Ninguém"     | Indicado  |

MTV Video Music Brasil
| Ano  | Categoria                               | Resultado |
| ---- | --------------------------------------- | --------- |
| 2008 | Artista do Ano                          | Indicado  |
| 2008 | Banda ou Arista Revelação               | Indicado  |
| 2008 | Show do Ano                             | Indicado  |
| 2009 | Artista do Ano                          | Indicado  |
| 2009 | Videoclipe do Ano - "Vanguart"          | Indicado  |
| 2009 | Vocalista - Banda dos Sonhos            | Indicado  |
| 2010 | Artista do Ano                          | Indicado  |
| 2010 | Videoclipe do Ano - "Shine Yellow"      | Indicado  |
| 2010 | Pop                                     | Indicado  |
| 2011 | Videoclipe do Ano - "Nem Fé, Nem Santo" | Indicado  |
| 2012 | Videoclipe do Ano - "Velha e Louca"     | Indicado  |
| 2012 | Artista Feminino                        | Indicado  |

Prêmio Multishow
| Ano  | Categoria                                      | Resultado |
| ---- | ---------------------------------------------- | --------- |
| 2012 | Clipe do Ano - "Velha e Louca"                 | Indicado  |
| 2014 | Melhor Álbum - "Banda do Mar" (Superjúri)      | Venceu    |
| 2014 | Novo Hit - "Mais Ninguém" (Júri Especializado) | Venceu    |

Troféu APCA
| Ano  | Categoria                   | Resultado |
| ---- | --------------------------- | --------- |
| 2014 | Melhor Grupo - Banda do Mar | Venceu    |

Melhores do Ano
| Ano  | Categoria                | Resultado |
| ---- | ------------------------ | --------- |
| 2008 | Melhor Revelação Musical | Indicado  |

Meus Prêmios Nick
| Ano  | Categoria         | Resultado |
| ---- | ----------------- | --------- |
| 2008 | Artista Revelação | Indicado  |

Women’s Music Event Awards by Vevo
| Ano  | Categoria                         | Resultado |
| ---- | --------------------------------- | --------- |
| 2017 | Melhor Álbum - "Vem"              | Indicado  |
| 2017 | Melhor Música - "Você Não Presta" | Indicado  |